# رایان لدسون
رایان لدسون (انگلیسی: Ryan Ledson؛ زادهٔ ۱۹ اوت ۱۹۹۷) بازیکن فوتبال اهل بریتانیا است.

## باشگاهی
از باشگاه‌هایی که در آن بازی کرده‌است می‌توان به باشگاه فوتبال کمبریج یونایتد و باشگاه فوتبال اورتون اشاره کرد.
وی همچنین در تیم ملی فوتبال زیر ۱۷ سال انگلستان بازی کرده‌است.